# Aich, Steiermark
Aich är en ort och kommun i distriktet Liezen i det österrikiska förbundslandet Steiermark.
Aich ligger i dalgången av floden Enns. 
Kommunen fick sin nuvarande utsträckning i samband med kommunreformen i Steiermark 1 januari 2015 då kommunerna Aich och Gössenberg slogs samman.
Den består av fem orter (Ortschaften) (inom parentes invånarantal 1 januari 2024):
- Aich (697)
- Assach (276)
- Auberg (66)
- Gössenberg (130)
- Petersberg (144)